# Henrik König (1642–1720)
Henrik König, född 1642 i Bremen, död 1720 i Hamburg, tysk växelhandlare som länge tjänstgjorde som svensk kommissarie i Hamburg. 1714 adlades han för sina förtjänster för Sveriges sjöfartsintressen och gav upphov till en ny adelsätt, König.

## Biografi
Henrik König föddes 1642 i Bremen. Han var son till bonden Henrik König. König blev 1707 kommissarie hos hertiginnan Hedvig Sofia av Holstein-Gottorp. Han adlades 1714 till König och introducerades 1719 i Sveriges Riddarhus som nummer 1481. König blev senare svensk kommissarie i Hamburg. Han avled 1720 i Hamburg.
Han befordrade skeppsrederier och skeppsfart i Sverige.

### Familj
König gifte sig 13 augusti 1676 med Helena Daurer (1653–1736), dotter till apotekaren Georg Christian Daurer och Maria von Schoting i Stockholm. De fick tillsammans barnen lagmannen Christian König (1678–1762), Maria Eleonora König (1682–1685) som var gift med Georg Johan Conradi, Anna Catharina König (1683–1703) som var gift med presidenten Daniel Niklas von Höpken, Helena Maria König (1684–1766) som var gift med landshövdingen Samuel von Hylteen, direktören Henrik König (1686–1736) Maria Eleonora König (1688–1700), Maria König (1689–1694), residenten Johan Fredrik König (1690–1759) och Maria Eleonora König (1695–1778) som var gift med generalsuperintendenten Georg Johannes Conradi.